# アーミン・ロイシュナー
アーミン・オットー・ロイシュナー（リシュナーとも、Armin Otto Leuschner, 1868年1月16日 - 1953年4月22日）は、アメリカ合衆国の天文学者、教育者。

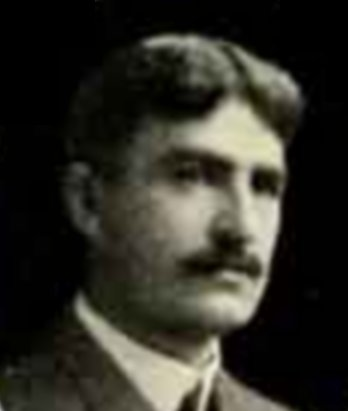

## 生涯
アメリカで生まれたがドイツで育った。大学教育を受けるためにアメリカに戻りミシガン大学を卒業した。引き続きリック天文台で研究したが、所長のエドワード・ホールデンと対立して学位を取ることなく退所して、ベルリン大学に移り彗星の軌道に関する研究で学位を得た。カリフォルニア州に戻ってからは、カリフォルニア大学バークレー校の助教授となり、同大学で半世紀近く働いた。後にロイシュナー天文台と命名されることになる天文台を設立し、リック天文台所長のジェームズ・エドワード・キーラーと協力しバークレー校とリック天文台をアメリカ有数の天文学教育の機関に育てあげた。小惑星や彗星の軌道の研究を続け、何十人もの学生を育成した。1913年にバークレー校の学長となった。太平洋天文学会の設立メンバーであり、国際天文学連合の彗星・小天体委員会の会長を20年にわたり務めた。

## 賞
- ジェイムズ・クレイグ・ワトソン・メダル（1916年）
- スウェーデンからノーススター勲章（1924年）
- ブルース・メダル（1936年）
- リッテンハウス・メダル（1937年）

## 命名
小惑星：(1361) Leuschneria。